# Ступіна (Олт)
Ступіна (рум. Stupina) — село у повіті Олт в Румунії. Входить до складу комуни Кирлогань.
Село розташоване на відстані 155 км на захід від Бухареста, 22 км на північний захід від Слатіни, 36 км на північний схід від Крайови.

## Населення
За даними перепису населення 2002 року у селі проживали 24 особи, усі — румуни. Усі жителі села рідною мовою назвали румунську.